# اچ‌ام‌اس پنلوپه (۱۸۶۷)
اچ‌ام‌اس پنلوپه (۱۸۶۷) (به انگلیسی: HMS Penelope (1867)) یک کشتی بود که طول آن ۲۶۰ فوت (۷۹ متر) بود. این کشتی در سال ۱۸۶۷ ساخته شد.